# Club Baloncesto Granada
El Club Baloncesto Granada va ser un club de bàsquet de la ciutat de Granada, que va arribar a competir a la lliga ACB.

## Història
El Club Asociación Baloncesto Granada (CAB Granada) es constitueix el 28 de juny de 1994 sota la fórmula d'Associació Esportiva procedint del desaparegut CAB Loja.
Després de participar dos anys en la lliga EBA (en la temporada 1995-1996 quedà campió després de resultar invicte en tots els partits de la fase final), el 14 de juny de 1996 el CAB Granada adquirí els drets per a participar en la lliga ACB al CB Salamanca. L'11 de juliol el CAB Granada es constituïx en Societat Anònima Esportiva. En la temporada 1998-1999 descendeix a la lliga LEB, per a assolir de nou l'ascens i la tornada a l'ACB en la temporada 2000-2001. En la temporada 2011-2012 acaba descendint a la LEB Plata, i pocs dies després s'anuncia la liquidació de l'entitat i la seva desaparició.